# Голяновци
Голяновци е село в Западна България, Софийска област, община Костинброд. Населението му е от 773 души (15 март 2024).

## География
Голяновци е разположено на 556 m надморска височина в Софийската котловина, на 3,5 km североизточно от центъра на Костинброд и на 16 km северозападно от центъра на София.

## История
Първото споменаване на селището е от османски регистри от XV век, в които то е споменато под името Голяновче. Една от легендите за произхода на името е, че то идва от Голи връх, разположен на север от селото – няколко семейства слизат от него и се заселват на територията на днешното село.

## Култура
Православната църква „Свети Илия“ е построена през 1937 г. Празникът на селото е Кръстовден (14 септември).

## Транспорт
На юг Голяновци е свързано с град Костинброд, на запад със с. Драговищица, а на изток и североизток, съответно със селата Житен и Балша. Въпреки че административно не попада в състава на Столична община, до селото се движи редовна автобусна линия - 31 на Центъра за градска мобилност.

## Галерия
- Центърът на село Голяновци
- Кметството
- Църквата „Свети пророк Илия“
- Паметна плоча на загиналите през войните
- Паметна плоча на загиналите през войните
- Чешма в центъра на селото